# Новосильцев, Иван Петрович
Иван Петрович Новосильцев по прозвищу Салтык (XVI век) — русский государственный деятель и дипломат, один из ближайших приближённых Ивана Грозного в последние годы царствования.

## Биография
Из рода Новосильцевых. В 1564 году был отправлен царём Иваном Грозным с посольством в Кабарду к князю Темрюку Идаровичу, который в то время являлся тестем царя и отцом царицы Марии Темрюковны. По всей видимости, Новосильцев к этому времени уже пользовался расположением царя.
В 1570 году Новосильцев был отправлен послом в Турцию. Поводом для посольства послужило произошедшее в 1569 году нападение крымских татар при поддержке турок на Астрахань. Прибыв в Азов, посольство морем отправилось в Кафу (Феодосию), где турецкий наместник Касим-паша принял посла с деланным радушием, уверяя, что астраханский поход всецело являлся инициативой Девлет-Гирея.
В июне 1570 года посольство прибыло в Турцию, где было относительно радушно принято султаном Селимом II, который стремился развязать себе руки для войны с другими соседями. Султан в письменном виде отказался от своих претензий на Астрахань (Астраханское ханство было завоёвано Россией всего за 15 лет до этого), однако выдвинул целый ряд встречных требований и ответного посольства не прислал. 
По возвращении из посольства, Новосильцев составил официальный дипломатический отчёт (такие отчёты именовались в то время статейными списками). Полное издание Статейного списка Новосильцева было впервые опубликовано в 1954 году. 
Царь Иван Грозный, по всей вероятности был доволен результатами посольства Новосильцева, поскольку тот не попал в опалу, а, ровно напротив, успешно продолжил службу. В 1577 году он стал царским постельничим (должность, которая столетие спустя переросла в должность канцлера), а в 1579 году возглавил Печатный приказ. Если это верно, то данная информация удревняет существование Печатного приказа более чем на 30 лет: с 1611 года до 1579 года. Печатный приказ, занимался, однако, не книгопечатанием, а визированием царских грамот государственной печатью. 
Дальнейшая судьба Новосильцева неизвестна.